# Mühlenradbrunnen
Der Mühlenradbrunnen ist ein Aktionsbrunnen im Berliner Bezirk Lichtenberg. Er wurde von dem Metallbildhauer Achim Kühn geschaffen und 1986 vor einer HO-Kaufhalle im Neubauwohngebiet Mühlengrund in Neu-Hohenschönhausen aufgestellt. Die Brunnenanlage wurde Ende der 1990er Jahre stillgelegt. Durch das Engagement der hiesigen Bevölkerung und dem Drängen des Künstlers konnte eine Sanierung mit Mitteln aus dem Bundesprogramm Stadtumbau Ost in Gang gesetzt werden, sodass eine Wiederinbetriebnahme der Anlage am 17. November 2014 erfolgte.

## Beschreibung

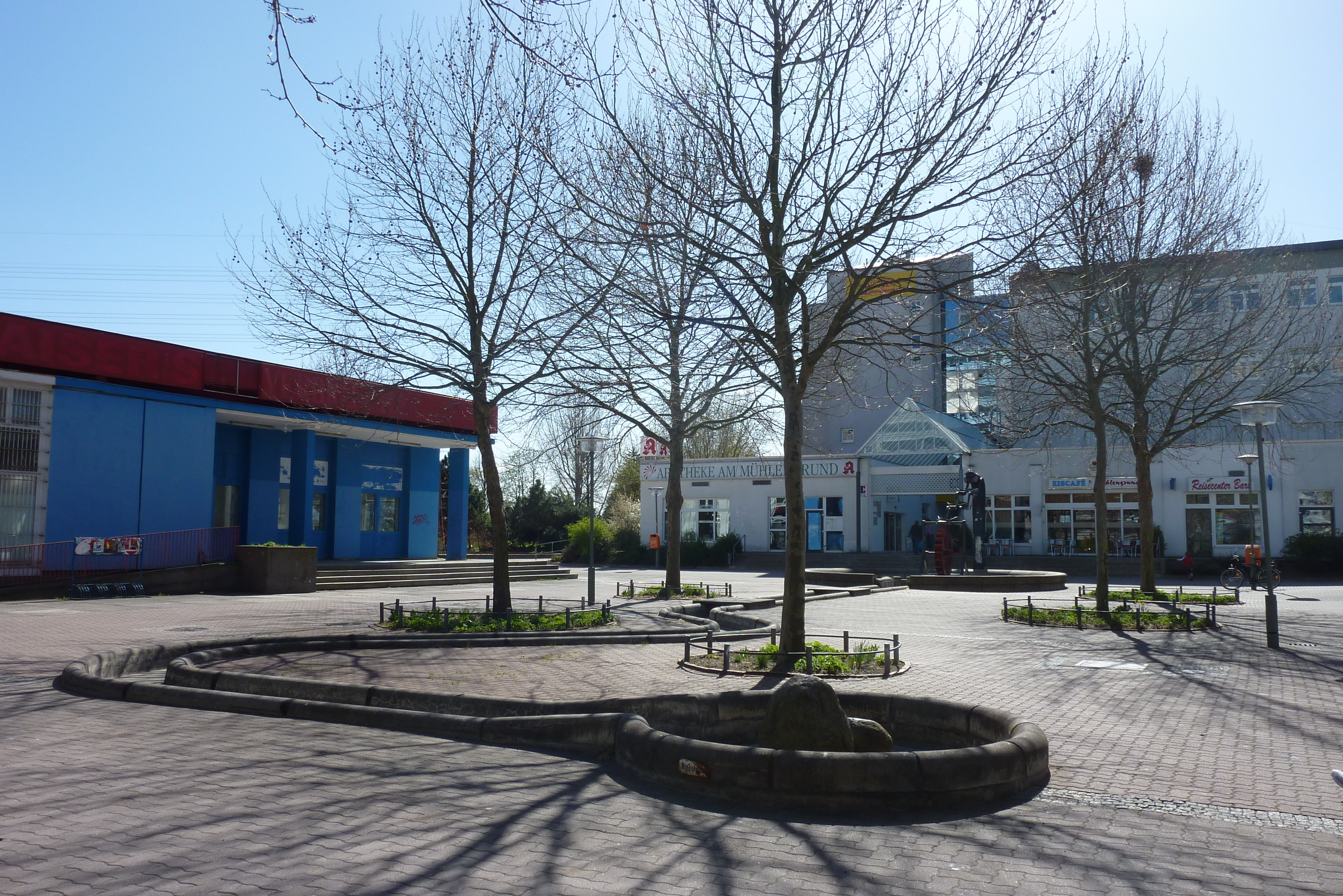
Gesamtansicht der Brunnenanlage

Am Rand einer steinernen Brunnenschale reckt sich ein schlankes metallenes Fabelwesen empor. Aus seinem Mund wird Wasser auf drei kaskadenförmig angeordnete Metallschalen geblasen. Das von der letzten Schale laufende Wasser treibt ein langsam laufendes Schaufelrad an. Das Wasser fließt dann in leichten Windungen auf einem steinernen Bachlauf ab. (Die Ablaufrinne wurde schon einmal so verändert, dass der Zulauf in die nahe gelegene Clubgaststätte beseitigt wurde.) Von der Seite betrachtet wirkt die schlangenähnliche Figur mit den Schalen und dem Rad wie eine skurrile Person, die eine Schubkarre vor sich her schiebt. Das Wasser für den Mühlenradbrunnen, der seinen Namen und den Gestaltungsgedanken dem Platz am Mühlengrund verdankt, kam aus einer nahe gelegenen Quelle, wurde vom Hauptbecken in das Fabelwesen gepumpt und dann über die steinerne Rinne in den Bach zurückgeleitet. Die gesamte Brunnenanlage ist begehbar und als Abenteuerspielplatz gedacht.

## Zustand im 21. Jahrhundert
Mit der Stilllegung der Brunnenanlage in den späten 1990er Jahren wurden die Teile der Anlage marode. Das Bezirksamt Lichtenberg sah sich lange Zeit außerstande, Mittel aus den aktuellen Haushalten für eine Sanierung bereitzustellen; Investitionen mit Fördermitteln bedürfen eines langfristigen Planungs- und Genehmigungsprozesses und schienen daher nicht möglich. Eine geplante Ausschreibung zur Generalreparatur des Brunnens im Jahr 2010 fand offenbar nicht statt oder blieb ergebnislos.
Konflikte entstanden durch die unterschiedlichen Planungsperspektiven zwischen dem Künstler, der den Brunnen in seiner Erscheinung nicht verändern und auch nicht abreißen lassen wollte und dem Bezirksamt Lichtenberg, das eine Vereinfachung bzw. einen Teilabriss für möglich hielt, um die Investitions- und Sanierungskosten der bestehenden Teile zu senken. Diese konnten durch gegenseitige Zugeständnisse beigelegt werden.
Erste Arbeiten im Umfeld des Stadtplatzes wie die Umgestaltung des Kleinpflasters und der Grünanlagen fanden im Jahr 2012 statt. Im November 2012 gab es ein zweites Treffen zwischen Kühn und Vertretern des Bezirksamts mit dem Ziel, den Brunnen mit geringfügigen Änderungen wieder in Gang zu setzen. Dazu sind rund 400.000 Euro nötig, die nach Möglichkeit aus dem Bundesprogramm Stadtumbau Ost kommen sollten.
Bis Ende Dezember 2013 gab es eine Einigung – die notwendigen Mittel wurden durch den Bezirkshaushalt 2014 und durch Fördermittel aus dem Förderprogramm Stadtumbau bereitgestellt, insgesamt rund 460.000 Euro. Diese ermöglichten, die Pumpentechnik, die äußeren Schmuckelemente sowie die Betoneinfassungen des Brunnens komplett zu erneuern. Mit einer Wiederinbetriebnahme der Brunnenanlage wurde bis 2015 gerechnet. Alle Beteiligten waren jedoch schneller fertig. So wurde schließlich am 17. November 2014 eine feierliche Wiedereinweihung des Mühlenradbrunnens vorgenommen.
Im Herbst 2015 stellte sich aber heraus, dass Dichtungsfugen an mehreren Stellen nachgearbeitet werden mussten. So ließ das Bezirksamt eine entsprechende Reparatur ausführen, die am 20. April 2016 erledigt war, der Brunnen wurde angeschaltet. Da der Brunnen in diesem Jahr genau 30 Jahre als Mühlenrad am Mühlengrund vor Ort war, veranstaltete das Stadtteilzentrum am 20. Mai 2016 ein Fest aus diesem Anlass.

## Lage und technische Daten
Der Brunnen befindet sich in dem am 14. April 1986 fertiggestellten Neubauwohngebiet Mühlengrund in Neu-Hohenschönhausen vor einer ehemaligen HO-Kaufhalle sowie dem Dienstleistungskomplex auf dem von Rüdickenstraße, Matenzeile und Rotkamp eingeschlossenen Platz, inoffiziell als Mühlengrund bezeichnet. Das damalige Servicezentrum ließ ein israelischer Privatinvestor 1996 zu dem kleinteiligen Einkaufszentrum Mühlengrundcenter umgestalten. Das niedrige zum Sitzen geeignete Sandsteinbecken der Brunnenanlage hat einen Durchmesser von 10 Metern. Der Wasserspeier ist vier Meter hoch und aus Bronze und Stahl kombiniert. Der etwa 20 Meter lange Wasserablauf ist aus Natursteinen und Findlingen gestaltet.